# Transporte Aéreo Militar
Pour les articles homonymes, voir TAM.
La TAM (Transporte Aéreo Militar, en français Transport aérien militaire) est une branche des Forces Aériennes Boliviennes spécialisée dans le transport des passagers dans les régions reculées de Bolivie non desservies par les autres compagnies aériennes. La TAM propose également des vols charters. N'ayant pas de certification civile et ayant un matricule militaire, la TAM ne peut opérer commercialement qu'en Bolivie. Les vols internationaux ne peuvent être opérés qu'avec des autorisations du gouvernement et à des fins officielles.

## Histoire
En arrivant en Bolivie le 15 juin 1945, les C-47 forment l'Escuadrón de Transporte Aéreo (en français escadre de transport aérien) avec du personnel entrainé au Panamá à la base d'Albrook. La TAM commence son existence en 1955.
La TAM a reçu plusieurs fois le prix Paul Harris du Rotary Club bolivien Chuquiago Marka et a également été distinguée du Trofeo Internacional de Turismo, Hostelería y Gastronomía de Madrid en tant qu'entreprise la plus impliquée dans le tourisme.

## Flotte
- BAe 146-200.
- Fokker F-27-200.
- Convair CL-66B.
- Casa C-212.
- Lockheed C-130 Hercules
- MA60
- 727-200 (en partenariat avec Lloyd Aéreo Boliviano)